# Municipio de José Pedro Varela
El municipio de José Pedro Varela es uno de los municipios del departamento de Lavalleja, Uruguay. Tiene su sede en la ciudad homónima.

## Ubicación
El municipio se encuentra localizado en la zona norte del departamento de Lavalleja.

## Historia
De acuerdo a la Ley Nº 18567 del año 2009 de Descentralización Política y Participación Ciudadana, en 2010 se instalarían municipios en todas aquellas localidades con una población mayor a los 5000 habitantes, por lo que así correspondía a la localidad de José Pedro Varela su municipio. A principios de 2010, la Intendencia de Lavalleja remitió el mensaje correspondiente a la Oficina de Planeamiento y Presupuesto (OPP), definiendo la creación de este municipio. Sin embargo los plazos reglamentarios dispuestos por la Ley para que la intendencia nominara y la Junta Departamental aprobara las circunscripciones electorales no fueron  cumplidos, así como tampoco fue cumplido el plazo de publicación en el Diario Oficial. Al no cumplirse con estos plazos, el Poder Ejecutivo definió los municipios en el departamento de Lavalleja a través de la Ley Nº 18653 del 15 de marzo de 2010, creando el municipio de José Pedro Varela en el departamento de Lavalleja. A dicho municipio le fue adjudicada la circunscripción electoral SHD de ese departamento.

## Autoridades
La autoridad del municipio es el Concejo Municipal, compuesto por el Alcalde y cuatro Concejales.
Alcaldes según período:
| Nº | Alcalde                  | Partido             | Inicio del mandato      | Fin del mandato         | Observaciones   | Concejales                                                                      |
| -- | ------------------------ | ------------------- | ----------------------- | ----------------------- | --------------- | ------------------------------------------------------------------------------- |
| 1  | Darío Amaro              | Partido Nacional PN | 9 de julio de 2010      | julio de 2015           | Alcalde elegido |                                                                                 |
| 2  | Danielo Alejandro Acosta | Partido Nacional PN | julio de 2015           | 26 de noviembre de 2020 | Alcalde elegido | Bonifacio Toledo (PN) Darío Amaro (PN) Pedro Suárez (PN) Fernando Cabrera (FA)  |
| 3  | Martin Rezk              | Partido Nacional PN | 27 de noviembre de 2020 | 2025                    | Alcalde elegido | Daniela Fernández (PN) Daniel Toledo (PN) Danielo Acosta (PN) Blanca Vidal (PN) |